# Übelbach
Übelbach osztrák mezőváros Stájerország Graz-környéki járásában. 2017 januárjában 2024 lakosa volt.

## Elhelyezkedése

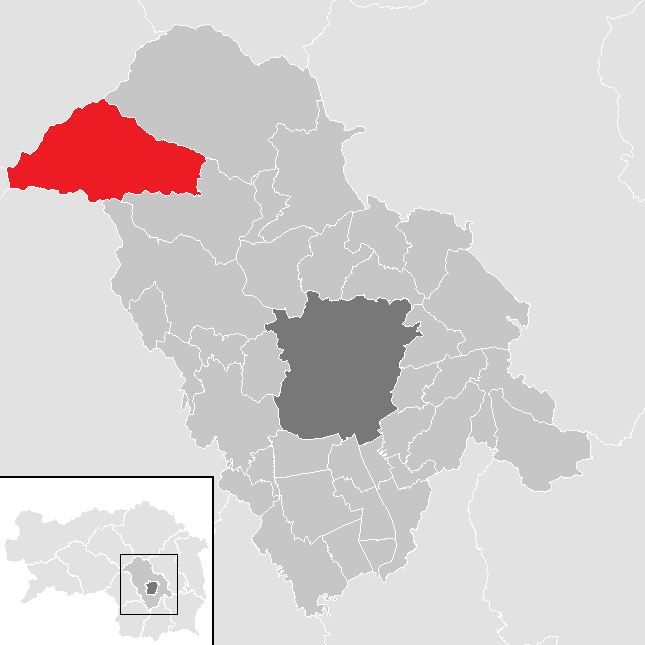
Übelbach a Graz-környéki járásban

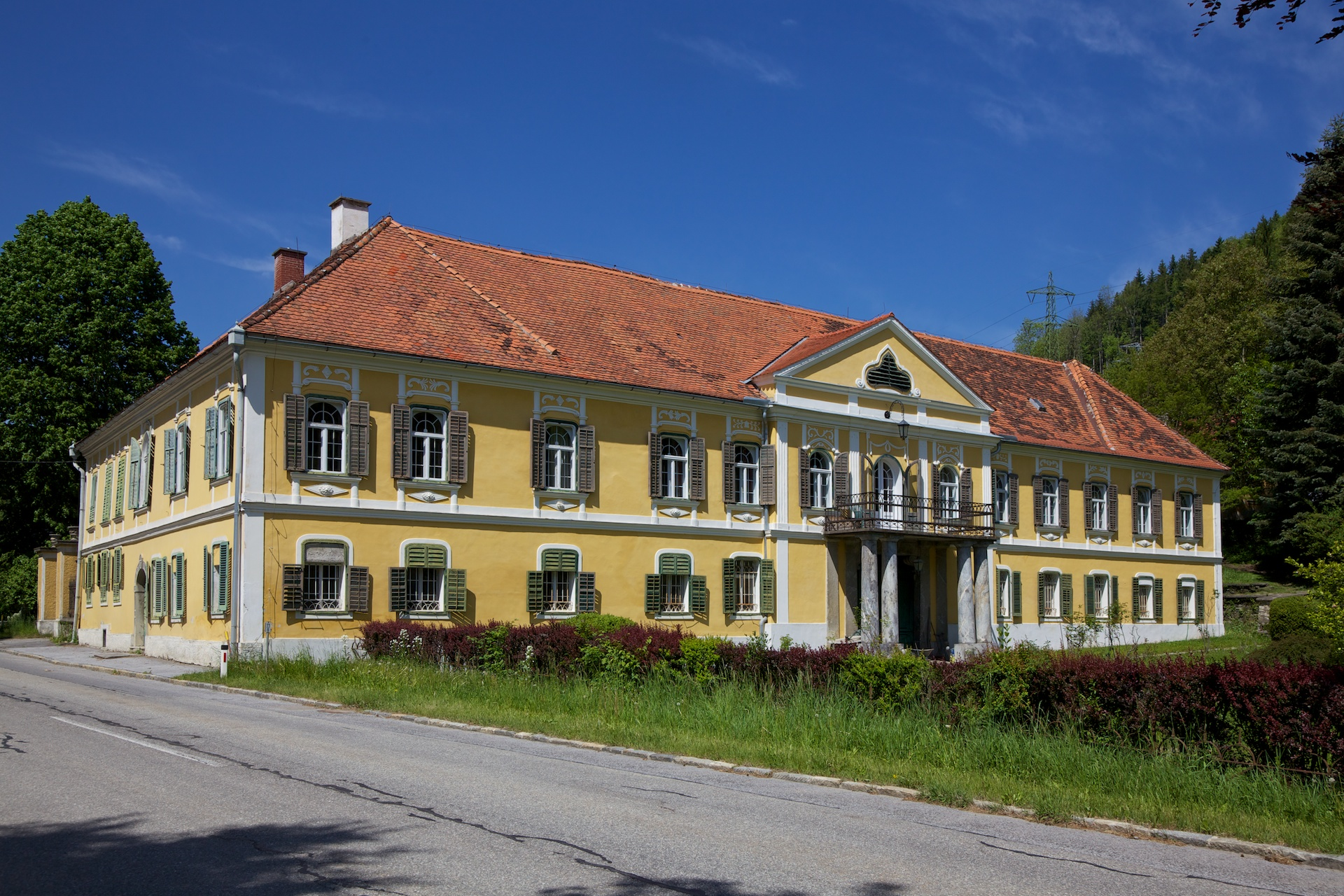
A Goldschmiedschlössl

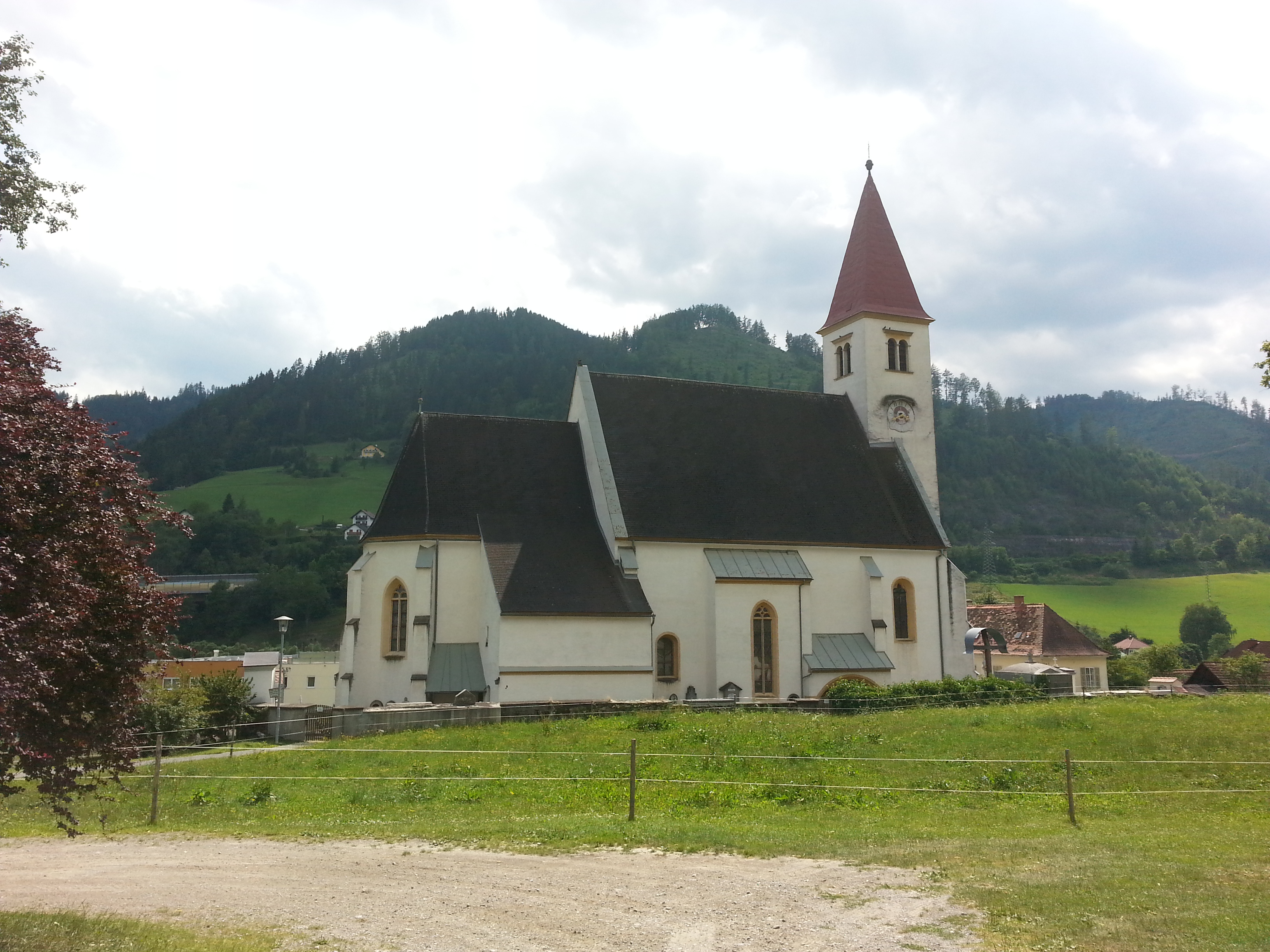
A Szt. Lőrinc-templom

Übelbach Nyugat-Stájerországban fekszik, az Übelbach (a Mura jobb mellékfolyója) mentén, kb. 20 km-re északnyugatra Graztól. Területének nyugati része a Gleinalpe hegységre esik, itt néhány nagyobb hegycsúcs is található: Ochsenkogel (1580 m), Speikkogel (1988 m), Lärchkogel (1894 m), Eiblkogel (1831 m) vagy a Gleinalmsattel (1586 m) és a Kreuzsattel (1583 m) amelyeken a szomszédos önkormányzatokkal osztozik. Az önkormányzat 4 települést egyesít: Kleintal (134 lakos), Land-Übelbach (569), Markt-Übelbach (1078) és Neuhof (225).
A környező önkormányzatok: északkeletre Frohnleiten, délkeletre Deutschfeistritz és Gratwein-Straßengel, délre Geistthal-Södingberg, délnyugatra Kainach bei Voitsberg és Sankt Margarethen bei Knittelfeld, nyugatra Sankt Stefan ob Leoben, északnyugatra Sankt Michael in Obersteiermark, északra Leoben.

## Története
Übelbachot először a 13. század első felében említik Ubilpach formában, nevét folyójáról kapta. Még ebben a században mezővárossá fejlődött a völgyben talált ezüstérclelőhelyek miatt. Az ezüstbányászattal 1500 körül felhagytak, de kisebb mértékben cinket és ólmot egészen a 20. századig kitermeltek. 1680-ban és 1714-ben pestisjárvány szedett áldozatokat a településen.
Újabb gazdasági fellendülés a 18. században következett be, a folyó erejével hajtott vashámorok alapításával, amelyeknek a környező sűrű erdők elegendő faszenet is szolgáltattak. Az feldolgozandó ércet Felső-Stájerországból hozták be. A feldolgozott vasat tutajokon vitték tovább a Mura völgyébe. Kasza- és szöggyártó üzemek létesültek, amelyek azonban a vasút megépülése és az olcsóbb, nagyipari konkurensek megjelenés után tönkrementek. A későbbiekben a vasipart egy papírgyár is kiegészítette. Utóbbi a második világháború után elvesztette versenyképességét és 1972-ben végleg bezárt. Dolgozóit a Gaulhofer nyílászáró-üzem vette át.
Az önkormányzat 1850-ben alakult meg. Miután Ausztria 1938-ban csatlakozott a Német Birodalomhoz, a Stájerországi reichsgauhoz tartozott. A második világháború után a brit megszállási zóna része volt.

## Lakosság
Az übelbachi önkormányzat területén 2017 januárjában 2024 fő élt. A lakosságszám 1934-ben érte el csúcspontját 2616 fővel, utána 2011-ig csökkenő tendenciát mutatott; azóta enyhe gyarapodás figyelhető meg. 2015-ben a helybeliek 95,9%-a volt osztrák állampolgár; a külföldiek közül 0,7% a régi (2004 előtti), 1,7% az új EU-tagállamokból érkezett. 1% a volt Jugoszlávia (Szlovénia és Horvátország nélkül) vagy Törökország, 0,7% egyéb országok polgára. 2001-ben a lakosok 89,7%-a római katolikusnak, 1,6% evangélikusnak, 6,5% pedig felekezet nélkülinek vallotta magát.

## Látnivalók
- a Goldschmiedschlössl kastélya (volt hámorigazgatói ház)
- a Szt. Lőrinc-plébániatemplom
- a Szt. Mihály-templom
- a 16-17. századi régi városháza
- a barokk Mária-oszlop
- az istállómúzeum a régi paraszti élet eszközeit mutatja be

## Fordítás
- Ez a szócikk részben vagy egészben  az   Übelbach című német Wikipédia-szócikk ezen változatának fordításán alapul.  Az eredeti cikk szerkesztőit annak laptörténete sorolja fel. Ez a jelzés csupán a megfogalmazás eredetét és a szerzői jogokat jelzi, nem szolgál a cikkben szereplő információk forrásmegjelöléseként.